# Zhang Yan
Zhang Yan, född okänt år, död 163 f.Kr., var en kinesisk kejsarinna, gift med sin morbror kejsar Han Qianshao.
Hon gifte sig med sin morbror kejsaren på Änkekejsarinnan Lüs önskan, och på Lüs order adopterade hon de söner han fick med sina konkubiner medan hon mördade deras mödrar. En av dessa efterträdde hennes make som kejsare. 
När kejsaren fick reda på att hon inte var hans biologiska mor, ska han ha sagt sig vilja hämnas på henne en dag. När Lü fick reda på detta, ska hon ha fått honom mördad och ersatt med en annan av Zhang Yans adoptivsöner. 
År 180 f.Kr. avled Lü och hennes klan avrättades. Zhang Yan blev inte avrättad, men förvisades till ett mindre palats norr om kejsarpalatset. 